# Ganglioneuroma
Il ganglioneuroma è un tumore benigno, originato dai gangli nervosi e, poiché questi sono situati ai lati della colonna vertebrale, tale è la loro sede, con prevalenza per il collo, il mediastino e gli spazi posti dietro la cavità addominale. Essendo tumori benigni, i ganglioneuromi hanno lenta crescita e finché sono piccoli non danno alcun segno di sé; aumentando di volume invece si possono rendere evidenti come masse mollicce, rotonde (nel collo), o comprimere gli organi vicini provocando, ad esempio nel mediastino, disturbi della respirazione e, nell'addome, ostacoli alla normale canalizzazione intestinale.